# Weiler, Feldkirch
Weiler là một đô thị thuộc huyện district of Feldkirch, Vorarlberg, Áo. Đô thị Weiler, Feldkirch có diện tích 3,09 km², dân số thời điểm năm 2006 là 1973 người.